# 尹大目
尹 大目（いん たいもく、生没年不詳、3世紀半ば）は、中国三国時代の魏に仕えた武将。「大目」は字で、名は伝わっていない。男性。

## 経歴
元は曹氏の奴隷で、幼少より皇帝曹芳の傍に仕え、官職に取り立てられた。政治の実権を握っていた曹爽にも信頼されていた。
249年（魏の正始元年）正月、司馬懿がクーデターを起こした。司馬懿は尹大目に曹爽を説得させ、尹大目は洛水を指さして誓いを立てたので曹爽は信用して降伏した。ところが、司馬懿は曹爽とその一派を皆殺しにしてしまった（『三国志』曹爽伝注『世語』、『晋書』宣帝紀）。司馬懿は251年死去したが、子の司馬師が国政を牛耳り、曹芳を廃立して曹髦を擁立した。
255年（魏の正元2年）、寿春で毌丘倹が文欽を誘い、反司馬師の兵を挙げた。司馬師は鎮圧のため出兵し、尹大目も従軍した。司馬師が眼病で重体になると、尹大目は文欽への降伏勧告の使者として進み出て、聞き入れられたので単騎で文欽の元へ向かった。しかし尹大目は内心では曹氏の安泰を願っていたので、文欽の前に進み出ると「君侯には何を苦しんで数日間のご辛抱ができないのでしょうか」と言い、言外に司馬師の死は近いことを伝えようとした。しかし、文欽は真意を解せず、「お前は先帝の家人だ。ご恩に報いようともせず、司馬師と共に反逆するのか」と怒鳴りつけ、矢で尹大目を射ようとした。尹大目は涙を流していった、「企ては失敗に帰しましょう。精一杯努力してください」（『三国志』毌丘倹伝注『魏末伝』）。結局毌丘倹は敗死し、文欽は呉に逃れた。司馬師が死去したのは戦後、許昌に帰還してからだった。
その後の尹大目の消息は、記録されていない。